# 핀란드 대공국
핀란드 대공국(핀란드어: Suomen suuriruhtinaskunta 수오멘 수리루흐티나스쿤타[*], 스웨덴어: Storfurstendömet Finland, 러시아어: Великое княжество Финляндское)은 1809년부터 1917년까지 러시아 제국의 영토였다.

## 역사
1809년 핀란드 전쟁에서 승리한 러시아 제국이 프레드릭스함 조약에 따라 스웨덴으로부터 핀란드를 획득하면서 러시아 제국 영토였다. 핀란드 대공국은 러시아 제국의 황제(차르)가 핀란드의 대공을 겸하는 동군연합 형식을 취했다.
핀란드 대공국은 입헌군주제를 표방했으며 독자적인 의회와 정부를 갖는 것이 인정되었다. 알렉산드르 1세 시기에는 핀란드의 자치권이 크게 인정되었기 때문에 핀란드 민족주의가 거론되었고 핀란드어의 공용어화, 핀란드의 민족 서사시 《칼레발라》의 편찬이 행해졌다.
1848년 유럽에서 일어난 1848년 혁명을 계기로 핀란드인들은 절대주의를 고수하고 있던 러시아 제국에 대한 반감이 높아졌다. 특히 크림 전쟁을 계기로 핀란드의 지식인들이 러시아 정부의 감시를 피해 스웨덴으로 망명했다. 북유럽에서 등장한 범스칸디나비아주의의 쇠퇴, 알렉산드르 2세 황제의 관용 정책을 계기로 핀란드 민족주의는 잠시 소강 상태에 접어들었다.
니콜라이 2세 황제의 핀란드 민족주의 탄압 정책, 핀란드에 대한 러시아화 정책은 핀란드인들의 거센 반발을 초래했고 핀란드 총독을 역임하고 있던 니콜라이 보브리코프가 암살당하는 사태가 일어나게 된다. 1905년 러시아 제국이 러일 전쟁에서 패전하면서 핀란드 민족주의는 부활의 계기를 마련하게 된다.
1917년 러시아 혁명을 계기로 러시아 제국이 붕괴되면서 핀란드 의회는 독립을 선언했다. 독일 제국의 지원을 받은 핀란드 백위대는 핀란드 내전에서 러시아 소비에트 연방 사회주의 공화국의 지원을 받은 핀란드 적위군을 물리쳤다.
1918년 10월 핀란드에서는 독일 제국의 귀족인 프리드리히 카를 폰 헤센 공자를 핀란드의 국왕으로 하는 핀란드 왕국이 수립되었지만 1918년 12월 독일 제국이 제1차 세계 대전에서 패전하면서 공화정의 수립을 선언하게 된다.

## 같이 보기
- 핀란드 사회주의 노동자 공화국
- 폴란드 입헌왕국
- 예스틀랸디야현
- 리투아니아 대공국
- 핀란드 내전